# 卡累利阿-芬兰苏维埃社会主义共和国
卡累利阿-芬兰苏维埃社会主义共和国是苏联歷史上的第十三個加盟共和国，設立當時為第十二個加盟共和國。
卡累利阿-芬蘭原本是隸屬俄羅斯聯邦管轄的自治共和國（АССР），於1940年3月30日設立，並脫離俄羅斯聯邦改制升格為蘇聯直轄的加盟共和國；於1956年撤銷，並重新併入俄羅斯聯邦改制降格為俄羅斯聯邦管轄的自治共和國，名稱改爲“卡累利阿蘇維埃社會主義自治共和國”。

## 历史
从1923年到1940年，卡累利阿地区是隶属俄罗斯联邦的一个自治共和国。首府为彼得罗扎沃茨克。居民主要为卡累利阿族和芬兰族。
1939年苏芬战争爆发后，苏联在其原有的领土上成立了以芬兰共产党领袖库西宁为首的“芬兰民主共和国政府”，准备在占领芬兰后将其作为苏联的加盟共和国，并使芬兰像波罗的海三国一样加入苏联。但是由于入侵芬兰的行动受到挫折，这个目标没有得到实现。作为替代措施，苏联在1940年3月30日将卡累利阿苏维埃社会主义自治共和国升格为“卡累利阿-芬兰苏维埃社会主义共和国”，将“芬兰”加入其国名中，将其作为吸引芬兰人的祖国之一。在1940年苏芬两国签定和约后，苏联将夺来的维堡和北方的一些芬兰领土并入该加盟共和国。苏德战争开始后，芬兰于1941年7月撕毁和约进攻苏联，作为轴心国的战时盟国，试图收回被占领的领土。芬军在达到这个目标后没有停留在1939年的国境上（参看继续战争）并继续侵略并参与列宁格勒围城战。1944年苏联发动反攻，重新占领了被芬兰夺回的领土，但是芬兰保住了独立的地位。因此卡累利阿-芬兰苏维埃社会主义共和国的存在意义已经不大。1956年7月16日，苏联最高苏维埃宣布撤消卡累利阿-芬兰苏维埃社会主义共和国，並在同年的7月30日将其并入俄罗斯苏维埃联邦社会主义共和国，并改名为卡累利阿自治共和国。

## 政治
卡累利阿-芬兰加盟共和国最高权力机构为共和国最高苏维埃。主席为奥托·库西宁，共产党第一书记根纳季·库普里亚诺夫。最高行政机构为共和国部长会议。执政党为苏联共产党的分支卡累利阿-芬兰苏维埃社会主义共和国共产党。

## 现状
卡累利阿-芬兰苏维埃社会主义共和国所处的土地目前是俄羅斯聯邦的一部分。